# Château Coutet
Koordinaten: 44° 35′ 41,1″ N, 0° 19′ 33,4″ W
Das Weingut Château Coutet liegt in der Gemeinde Barsac, einem Teil der Appellation d’Origine Contrôlée Barsac in der Weinbauregion Bordeaux. Bei der Bordeauxwein-Klassifizierung von 1855 wurde es als „Premier Cru Classé“ klassifiziert. Das Gut verfügt über 38 Hektar Rebfläche und ist damit das größte Weingut von Barsac.
Die Rebsorte Sémillon stellt mit einer bestockten Fläche von 75 Prozent den größten Anteil. Daneben werden noch 23 % Sauvignon Blanc und 2 % Muscadelle beigemischt. Die Lese erfolgt per Hand in mehreren Lesegängen, um die edelfaulen Beeren zu selektionieren. Der Wein reift 16–18 Monate in Barriques, die jährlich zu 80 % erneuert werden. Vom Grand Vin werden jährlich fast 50.000 Flaschen abgefüllt.
Der Zweitwein heißt Chartreuse de Coutet. Darüber hinaus vermarktet das Gut noch einen trockenen Weißwein mit dem Namen Vin Sec de Château Coutet (früher auch Le Reverdon), Appellation Graves. In ganz seltenen Fällen wird in kleinsten Mengen eine Auslese mit dem Namen  Cuvée Madame hergestellt. Dabei werden einzelne Beeren zur Weiterverarbeitung selektiert.

## Geschichte
In einem Schreiben vom Mai 1787 bescheinigt Thomas Jefferson den Weinen den Rang des besten Weins aus Barsac.
Im Jahr 1788 erwarb Gabriel Barthélémy Romain de Filhot das Château Coutet. Nur sechs Jahre später wurde er im Rahmen der Französischen Revolution hingerichtet. Seine einzige Tochter Marie Geneviève Françoise Joséphine de Filhot war zu diesem Zeitpunkt noch sehr jung. Durch ihre Hochzeit im Jahr 1807 mit Antoine Marie Henry Amédée de Lur-Saluces (1786–1823) gehörten Château Coutet, Château d’Yquem, Château de Malle, Château de Fargues sowie Château Filhot der gleichen Familie.